# لرهای جنوبی
لُرهای جنوبی بخشی از مردم ساکن جنوب‌ غرب ایران و شاخه‌ای از قوم بزرگ لُر هستند، که به زبان لُری جنوبی سخن می‌گویند.

## تقسیمات

### ایل‌ها
1. بویر احمدی
2. بهمئی
3. لیراوی
4. ممسنی
5. طیبی
6. حیات داوودی
7. آغاجاری
8. سرخی
9. باوی
10. نوئی
11. چرام
12. دشمن زیاری کهگیلویه و ممسنی

### طایفه‌ها
1. شولی
2. خفری (غوری)
3. کرائی
4. ده بزرگی
5. لشنی
6. یوسفی
7. چاروسایی
8. کرد شولی
9. سقلمه چی
10. شعبانی
11. صفی خانی
12. بورکی
13. شیر عالی (شیرالی)
14. بابا علی (بوالی)
15. کهواد
16. کهکی
17. و ...

## زبان و گویش‌ها
لرهای جنوبی به زبان لری جنوبی سخن می‌گویند. ورود واژه‌های بیگانه به زبان لری، نسبت به زبان فارسی معیار، اندک است. ویژگی مهم گویش لری جنوبی، علامت جمع واژگانی (فتحه + ل) است که مشابه گویش لری شمالی و زبان لکی است.
| گویش لری بختیاری | گویش لری شمالی و لکی | گویش لری جنوبی | زبان فارسی |
| ---------------- | -------------------- | -------------- | ---------- |
| کُرا/کُرگَل         | کُرَل                  | کُرَل            | پسران      |
| بَردَل             | کوچکِیل               | بَردَل یا کُچُک    | سنگ‌ها      |
| کݸهیَل            | کݸیل                 | کݸیَل           | کوه‌ها      |
| پیایَل            | پیال                 | پیایَل          | مردان      |
| گِئو              | بِرار                 | کَکا_گئو        | برادر      |
| دونگ             | دَنگ                  | بُنگ            | صدا        |

در لری ممسنی و لری باوی، برخلاف لری بویر احمدی که در آن در بسیاری از موارد حرف دال پس از مصوت بهٔ (Y) تبدیل می‌شود، حالت خاصی از د شبیه ذ (Ḋ) وجود دارد که به آن دال خفیف یا معجم می‌گویند. در لری کهگیلویه بزرگ ازجمله لری طیبی، این ابدال گاهی به صورت ر نرم خود را نشان می‌دهد. در لری بهمئی یک مشخصه مهم، تبدیل الف به حالت خاصی است که به ضمه کشیده نزدیک است و گاه در نگارش افراد ناآشنای زبانشناس به صورت ضمه کشیده درج شده است. این حالت در گویش لری بختیاری نیز کاملاً مشهود است.

## استان کهگیلویه و بویراحمد
کمابیش، تمام مردم این استان، از لرهای جنوبی هستند. ایل‌های این استان، از ریشه‌ی نژادی مشترک هستند، که در گذشته با نام جاکی شهرت داشته است و در گذر زمان، جاکی به دو شاخه لیراوی و چهاربنیچه تقسیم گشت و از هر شاخه، چندین ایل، به ترتیب زیر شکل گرفت:
- بویر احمدی
- بهمئی
- طیبی
- دشمن زیاری
- آغاجاری
- باوی
- نوئی
- چرام
- و …

## استان بوشهر

### دشتستان
طایفه‌های لر جنوبی ساکن در شهرستان دشتستان بوشهر:
- طایفه ابوالفتحی: از لرهای لیراوی هستند.
- طایفه نوبنجانی: از لرهای ممسنی هستند.
- طایفه کمالی: از لرهای یاسوجی هستند.
- طایفه خوانین: از لرهای کامفیروزی هستند.
- طایفه آخوندها: از لرهای دهدشت کهگیلویه هستند.
- طایفه حقیقت: اصالتاً شبانکاره می‌باشند.
- طایفه قائدان: از کهگیلویه آمده‌اند.
- طایفه بوالی یا بابا علی: از لرهای بهبهان هستند.
- طایفه دهدشتی: اصالت آنها از لرهای دهدشت کهگیلویه است.
- طایفه مشهدی علی عنابی: از لرهای گله دار منشعب گشته‌اند.
- طایفه سادات شجاع الدین: از سادات لر فهلیان هستند.
- طایفه پاپری: از لرهای ممسنی هستند.
- طایفه شاه حسینی: از لرهای بهمئی هستند.

### گناوه
بیشتر مردم گناوه و روستاهای پیرامون آن، از ایل‌های لیراوی و حیات داوودی هستند، که در کنار آنها شمار زیادی از مردم ممسنی، شول و بهمئی نیز به این شهر مهاجرت کرده‌اند.

### دیلم
لیراوی دشت: لیراوی دشت به گواه تاریخ جزوی از سرزمین لیراوی کهگیلویه بوده که مرکز آن بندر دیلم است. لیراوی دشت یکی از شعبات لرهای کهگیلویه می‌باشد. نام لیراوی در کتاب تاریخ گزیده آورده شده و یکی از ایل‌های قدیمی لر است.
طایفه‌های لیراوی:
- طایفه خدری یا خضری
- طایفه خواجه‌گیری
- طایفه احمدحسنی
- طایفه باباحسنی
- طایفه اکبرغالبی
- طایفه ابوالفتحی
- طایفه چاه تلخی
- طایفه بویراتی
- طایفه گره‌ای
- طایفه کاوی
- طایفه طاهری
- طایفه علیزاده
- طایفه باغبان
- طایفه فلاحتی
- طایفه درویشی
- طایفه گله‌گیر
- طایفه مظفری
- طایفه کنار کوهی

### جم
در شهرستان جم چهار طایفه لر به زندگی می‌پردازند که طی سالیان متمادی به این منطقه کوچ کردند.
- طایفه مدگماری
- طایفه قائد یا کاید
- طایفه شیخ حیات
- طایفه خواجه

## استان خوزستان
ایل لیراوی شاخه‌ای از قوم لر و لر بزرگ می‌باشد. بعضی از مردمان لیراوی از بندر دیلم، بلوک لیراوی و بندر گناوه به بعضی از شهرهای خوزستان مهاجرت کرده و اکنون آنجا ساکن می‌باشند.
ایل بهمئی یکی از ایل‌های بزرگ قوم لر می‌باشد. ایل بهمئی پر جمعیت‌ترین ایل لر جنوبی در خوزستان می‌باشد و یکی از پر جمعیت‌ترین ایل‌های ایران است. بهمئی شاخه‌ای از لر بزرگ که در جنوب غرب ایران و به‌طور گسترده در استان‌های کهگیلویه و بویراحمد، خوزستان، بوشهر، فارس و … زندگی می‌کنند. ایل بهمئی به دو شاخه احمدی و مهمدی تقسیم می‌شود. خوانین بهمئی از طایفه نریمیسا می‌باشند. محبوب‌ترین خوانین بهمئی خدا کرم خان بهمئی (خان طلا) رهبر جنگ ستون بهمئی در سال ۱۳۱۶ علیه حکومت رضا شاه و همچنین حسین خان بهمئی از سران کمیته قیام سعادت و رهبر جنگ کی کاووس بهمئی در سال ۱۳۰۳ علیه رضا شاه می‌باشند.
طایفه شیرالی از طایفه‌های لر در استان کهگیلویه و بویر احمد می‌باشد. خاستگاه شیرعالی ها منطقه‌ای به نام لیراو کهگیلویه می‌باشد که با گذر زمان به مناطقی چون باغملک ، رامهرمز ، بهبهان ، شوشتر و ... مهاجرت کردند.‌ 
ایل آغاجاری یکی از شاخه‌های قوم لر و از ایل‌های کهگیلویه و بویراحمد می‌باشد که متشکل از دوازده طایفه ، ۸ طایفه لر و ۴ طایفه ترک است. امروزه بدون استثنا تمام آغاجاری‌ها به زبان لری جنوبی سخن می‌گویند. آغاجاری‌ها ساکن شهرستان‌های گچساران، بهبهان، آغاجاری و هندیجان اند. البته ناگفته نماند ایل آغاجاری امروزه منحل شده و طایفه‌های آن به‌طور مستقل زندگی می‌کنند.
ایل طیبی یکی از ایل‌های لر ساکن در استان خوزستان و کهگیلویه و بویراحمد است، که اغلب در شهرستان کهگیلویه ، بهبهان و لنده زندگی می‌کنند.
طایفه بابا علی یا بوالی یکی از طایفه‌های لر ساکن در استان خوزستان است. بوالی‌ها در زمان قاجار از شمال لرستان و نهاوند به منطقه بهبهان کوچ داده شده‌اند که به مرور زبان لری شمالی را فراموش کرده و اکنون جز لرهای جنوبی به‌شمار می‌آیند. بوالی‌ها بیشتر در شهرستان‌های بهبهان، امیدیه و هندیجان ساکن می‌باشند.
ایل حیات داوودی شاخه‌ای از قوم لر می‌باشند که از حیات داوود واقع در استان بوشهر به محل کنونی مهاجرت کرده و شامل تیره‌های حیاتی، هندیجانی و رحمانی می‌باشد که بیشتر در شهرستان هندیجان و ماهشهر ساکن می‌باشند. گفته می‌شود برخی از بزرگانشان بر این باورند که طبق شجره نامه‌های موجود از لرهای منطقه خرم‌آباد هستند.
طایفه خدری این طایفه لر، شاخه‌‌ای از لیراوی کوه می‌باشد که در حدود یک سده پیش به هندیجان آمده و اعضای آن در نواحی جنوب هندیجان تا استان بوشهر زندگی می‌کنند.
طایفه چاروسایی یکی از طایفه‌های لر جنوبی خوزستان و بوشهر است. بزرگان این طایفه عقیده دارند در سالهای دور از خرم‌آباد بدین منطقه آمده‌اند. چاروسایی‌ها در نواحی جنوبی و در هندیجان شمالی و بخش‌هایی در بهبهان ساکن می‌باشند. ازجمله خاندان‌های آنان می‌توان به چاروسایی، ضیغمی، درویشی و کشتیبان اشاره کرد که به زبان لری جنوبی سخن می‌گویند.
طایفه شعبانی این طایفه از لرهای جنوبی منطقه شبانکاره می‌باشد که در گذشته دور به هندیجان مهاجرت کرده و از تیره‌های شکاری، شعبانی، سلیچ، داغری و تلحان تشکیل شده است. این تیره‌ها در دهات گزالی، چم شعبان، غرابی، چهل منی، بدرانی، هندیجان جنوبی و همچنین در مرکز بخش یعنی شهر هندیجان سکونت دارند.

## استان فارس
ایل ممسنی، از ایل‌های لر ایران و پر جمعیت‌ترین ایل لر جنوبی در استان فارس است. از نظر تاریخی در دسته لر بزرگ و گروه لر جنوبی جای می‌گیرد. این ایل درحال حاضر در شهرستان‌های ممسنی، رستم، سپیدان، کازرون، کوه‌ چنار، مرودشت، فراشبند، شیراز و بیضا در استان فارس و همچنین در نقاط مختلف استان کهگیلویه و بویراحمد زندگی می‌کنند. ایل ممسنی از چهار طایفه رستم، بکش، جاوید و دشمن زیاری تشکیل شده است.
ایل سُرخی یکی از زیرشاخه‌های قوم بزرگ لر و ساکن استان فارس می‌باشد.طایفه‌های سرخی خود را لر می‌دانند. فرهنگ و گویش آن‌ها رنگ و بوی اصیل لری آمیخته با مردم دشتی و  دشتستان دارد.به گفته پیران و بزرگان منشأ اصلی طایفه‌های سرخی شش برادر بوده که از شهر ناصریه مصر به لرستان کوچ کرده و پس از چند نسل با گرفتن فرهنگ لری مردم بومی لرستان راهی جنوب فارس می‌شوند.
در منطقه فیروزآباد لرهای کهگیلویه و بویراحمد شامل طایفه‌های خواجه بزرگ، ملا، مغنی، مویزی، کوهمره، باوریانی، گله زن، بادنی، مهدخانی، فیلی وند، خجه بگ لو، درویشی، خلیفه، امینی و امیر سالار است.
طایفه لشنی یکی از زیرشاخه‌های قوم بزرگ لر و از ایل زند ساکن در استان فارس می‌باشد که به‌دلیل مهاجرت به استان فارس امروزه جز طایفه‌های لر جنوبی به‌شمار می‌آید.
طایفه ده بزرگی از زیرشاخه‌های قوم بزرگ لر شیراز است. اصالت آنها از روستای ده بزرگ شهرستان باشت در استان کهگیلویه و بویراحمد است که در سده ۱۳ ام به شیراز مهاجرت کردند.
طایفه بورکی یک طایفه قدیمی از لرهای جنوبی است. که اکثریت در بخش کوار شهرستان شیراز استان فارس زندگی می‌کنند. حمدالله مستوفی نخستین بار در حدود ۱۰۰۰ سال پیش این طایفه را از اولین طایفه‌های لر به‌شمار آورد، و سپس در دوره صفویه در کتاب عالم آرای عباسی به کوچ برخی از طایفه‌های لر از نواحی لرنشین همدان و لرستان به جنوب ایران اشاره شد که بورکی یکی از آنها بود.
طایفه سقلمه چی طایفه‌ای لرتبار و کوه‌نشین و جزو لرهای جنوبی استکه در منطقه کوهمره سرخی در حومه زندگی می‌کند. سقلمه چی‌ها در اصل از طایفه‌های لر بودند که به منطقه کوهمره مهاجرت کردند.
طایفه کُرد شولی از قدیمی‌ترین مردم استان فارس و یکی از طایفه‌های مستقل لر جنوبی می‌باشد که قدمت آن به دوره‌ی اشکانیان بر می‌گردد. کردشولی در ساختار ایلی قبلاً ایل مستقل بوده که به مرور و همچنین رواج یکجانشینی از جمعیت آن بتدریج کاسته شده و به طایفه مستقل تبدیل شده است. مردم کرد شولی به زبان لری و گویش لری شولی از گویش‌های لری جنوبی سخن می‌گویند که ظاهراً از پارسی میانه منشعب شده است.کرد شولی‌ها بیشتر در شهرستان‌های اقلید و آباده و مردوشت ساکن هستند.
در منطقه گله دار در سدهٔ یازدهم قمری ملا فریدون لُر با هزار خانوار لر از منطقه بویراحمد به صحرای پال و اسیر می‌آید و پس از مدتی کوچ‌نشینی در ۶ کیلومتری باختر پال نشیمن می‌گزینند. گفته می‌شود که چون ملا فریدون و قبیله‌اش دارای گله و رمه‌هایی بودند، به سکونتگاه آنان نام گله‌دار داده شد.
طایفه خفری یا غوری نام یکی از طایفه‌های لر جنوبی است که بیشتر ساکن شهرستان‌های سپیدان، کازرون و کوه چنار اند و به زبان لری سخن می‌گویند.
طایفه صفی خانی طایفه‌ای لر در ایل قشقایی است که ظاهراً از لرستان آمده و مدتی است که استقلال خود را از دست داده و بخشی از ایل قشقایی شده است.
طایفه چوگی یکی از زیرشاخه‌های قوم بزرگ لر ساکن شیراز است که از لحاظ تباری از طایفه رستم ایل ممسنی می‌باشند.
طایفه چهار راهی از زیرشاخه‌های قوم بزرگ لر ساکن در شمال استان فارس می‌باشد که از لحاظ تباری از ایل ممسنی می‌باشند که در گذشته از منطقه چهار راه شهرستان ممسنی به شمال فارس کوچ کردند.

## جغرافیا
مردم لر جنوبی، در بخش‌های مختلف از استان‌های مرکزی، جنوبی و جنوب‌غربی ایران پراکنده اند:
- کهگیلویه و بویراحمد: تمام شهرستان‌ها
- خوزستان: صیدون، بهبهان، امیدیه، رامهرمز، هندیجان، آغاجاری، ماهشهر، باغملک، هفتکل و اهواز
- فارس: اکثریت در شهرستان ها و بخش‌های رستم، ممسنی، سپیدان، بیضا، کوه چنار، کامفیروز شمالی، کامفیروز جنوبی، حسن‌آباد، سده، خشت، جره و بالاده، بخش کمارج، بخش گله دار.
- اصفهان: پادنا و پادنا علیا و سمیرم
- بوشهر: گناوه، دیلم، دشتستان، دهستان انگالی.

## ادبیات، فرهنگ و سیاست

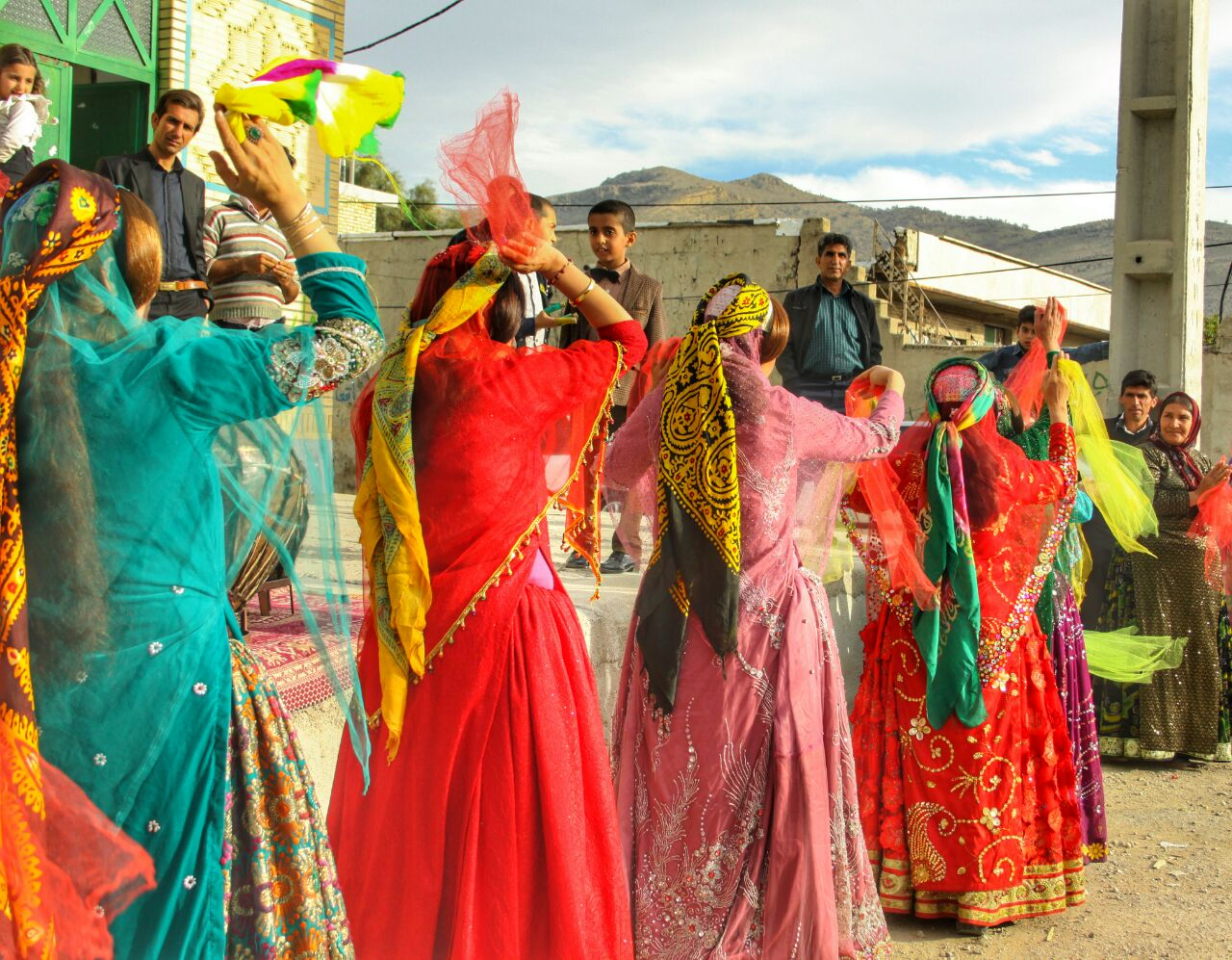
رقص دستمال لُرهای جنوبی در شهرستان ممسنی در استان فارس

با وجود ادبیات شفاهی غنی تاکنون آثار نگارشی اندکی به لری جنوبی نگاشته شده است. تا قبل از تشکیل استان کهگیلویه و بویراحمد، بنا به ویژگی‌های خاص جغرافیایی و انسانی، حکومت‌‌های مرکزی هیچگاه قادر به کنترل این منطقه نبودند. در زمان پهلوی با وجود چند جنگ و گریز سخت، نیروهای دولتی موفق به تصرف و اعمال حاکمیت در این مناطق نشدند.
جنگ دلیران تنگستان (۱۲۹۴)، جنگ کی کاووس بهمئی (۱۳۰۳)، جنگ تنگ تامرادی (۱۳۰۹)، جنگ ستون بهمئی (۱۳۱۶) و جنگ گجستان (۱۳۴۲) نمونه‌های مهم شکست‌های دولت مرکزی از عشایر لر جنوبی می‌باشد.
از سرشناسان تاریخی لرهای جنوبی می‌توان کی لهراسب، رئیسعلی دلواری و خدا کرم خان بهمئی «خان طلا» را نام برد.

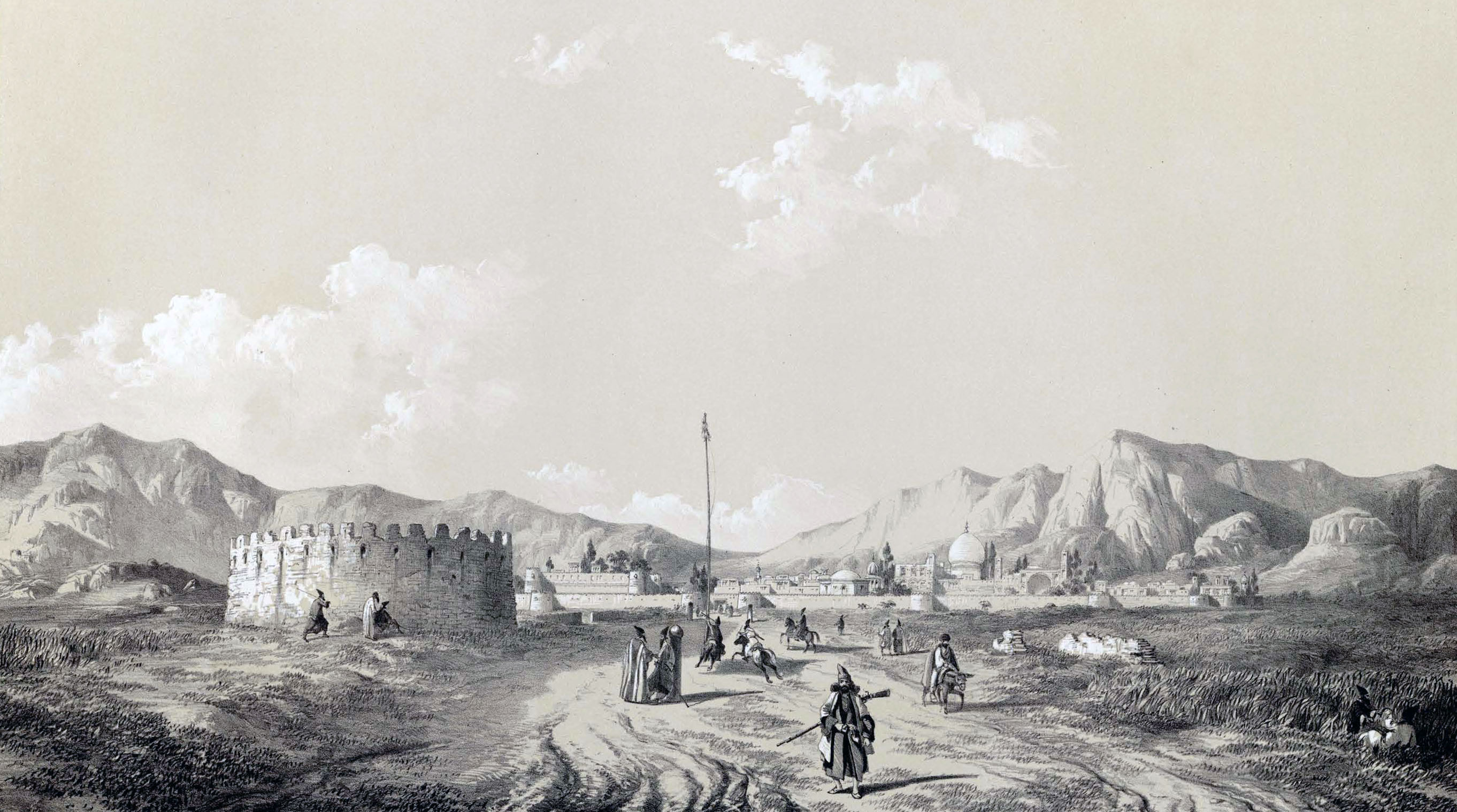
برج ممسنی، طراحی شده توسط فلاندین (۱۸۵۱ میلادی)

لباس لرهای جنوبی از مرکز و غرب استان فارس تا سراسر استان کهگیلویه و بویراحمد، شمال و غرب استان بوشهر و شرق و شمال شرقی و جنوب شرقی استان خوزستان گسترش دارد. امروزه استفاده از لباس محلی و سنتی بیشتر در زنان بالای ۳۰ سال دیده می‌شود اما در جشن‌ها و مجالس عروسی تمام زنان و دختران به عنوان یک سنت از لباس‌های محلی شاد و متنوع استفاده می‌کنند.
بر اساس تحقیقات صورت گرفته در کتاب نگارگری مکتب شیراز، قدمت این نوع لباس‌ها بیشتر از دوران تیموریان در سده هشتم هجری قمری است. لباس محلی و سنتی زنان لر جنوبی از سه بخش اصلی سرپوش، بالاتنه و پایین‌تنه تشکیل شده است که مجموع این سه بخش، پوشش کاملی را برای زنان به همراه دارد.

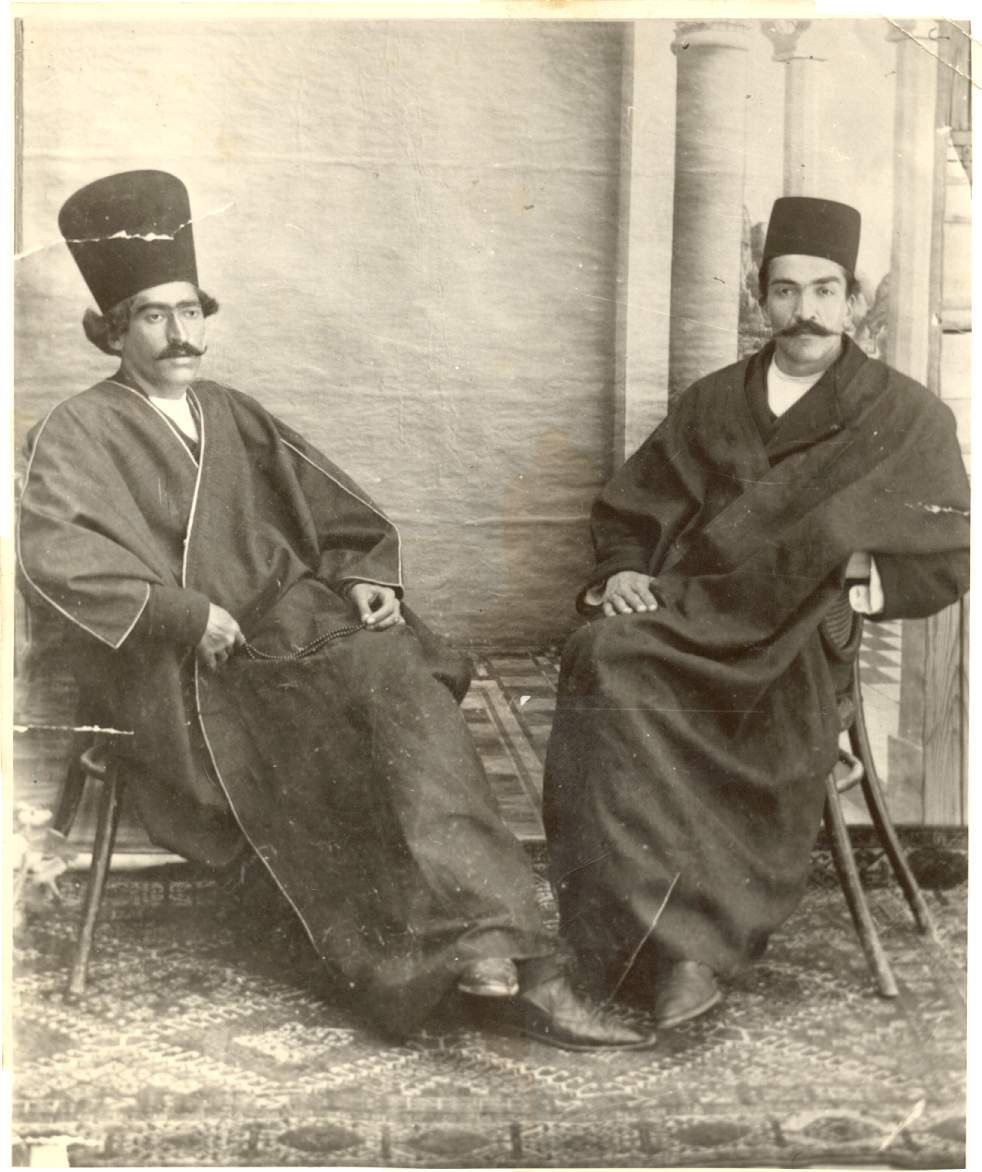
امامقلی خان رستم ممسنی در کنار هادی خان کشکولی